# コスモス26号
コスモス26号（ロシア語: Космос-26、ラテン文字表記の例: Kosmos 26, Cosmos 26）とは、1964年にソビエト連邦が打ち上げた人工衛星である。

## 概要
コスモス26号は1964年3月18日にカプースチン・ヤールから打ち上げられた。1964-1965年は太陽極小期国際観測年 (IQSY) として国際的な地磁気の観測が行われていた。コスモス26号はIQSYに対するソ連の貢献の1つである。また、この衛星はDS衛星の1つとして開発され、姿勢制御システムの試験も併せて行った。
同様の人工衛星として、1964年10月に打ち上げられたコスモス49号がある。